# چوگوش
چوگوش (به لاتین: Chugush) یک کوه در روسیه است که در آدیغیه واقع شده‌است. چوگوش ۳٬۲۳۸ متر بالاتر از سطح دریا واقع شده‌است.